# Pobre negro
Pobre negro es una telenovela venezolana producida y transmitida por RCTV en el año 1989. Protagonizada por Franklin Virgüez y Marlene Maseda. Una historia original escrita por Rómulo Gallegos y bajo la adaptación de Gustavo Michelena.
Bajo la dirección general de Luis Alberto Lamata, y cuenta con los 30 capítulos de una hora de duración.

## Elenco
- Franklin Virgüez - Negro Malo / Pedro Miguel Gomares
- Abby Raymond - Ana Julia Alcorta +
- Marlene Maseda - Luisana Alcorta
- Gledys Ibarra - Encarnación La Negra +
- Hazel Leal - Candelaria +
- Carlos Cámara Jr. - Cecilio Céspedes "El Viejo"
- Ignacio Navarro + - Don Carlos Alcorta +
- Carlos Villamizar + - Padre Rosendo Mediavilla
- Tomás Henríquez + - Divino José Cachanga
- América Barrios + - Doña Águeda De Alcorta +
- Elisa Escámez - Doña Eufracia De Gomares +
- Marco Antonio Casanova - Antonio Céspedes +
- Pedro Marthan + - Don José Trinidad Gomares
- Alberto Álvarez + - Mindonga +
- Estrella Castellanos - Amelia Céspedes De Alcorta +
- Vladimir Torres - Fermín Alcorta +
- Lorenzo Henríquez - Tapipa
- Antonio Machuca - Negro Juan Juan
- Reina Hinojosa - La Morocha Gomares
- Evelyn Berroterán - María De La O
- Gisvel Ascanio - Carmelita Alcorta +
- Diego Acuña - Roso Coromoto
- Jenny Noguera - Monchita +
- Pedro Durán - Mapanare +
- José Eloy Sánchez

## Versiones
- Pobre negro es una telenovela venezolana protagonizada por Doris Wells, Miguel Ángel Landa y Gustavo Rodríguez en el año 1975.